# 汉斯·艾森克
汉斯·于尔根·艾森克（德語：Hans Jürgen Eysenck，1916年3月4日—1997年9月4日）是一名德裔英國心理学家，虽然研究范围颇广，不过最广为人知的是智力和人格的研究。当艾森克去世时，他已经成为被引用次数最多的心理学家。

## 生平
1916年3月4日，艾森克出生于德国柏林，年轻时由于不参加纳粹反党而移居英国。他是“人格与个体差异”杂志的主编，发表了50多本书籍和900多篇学术论文。他关于种族与智力关系的研究引起了强烈的争议和责备。
1955年至1983年，艾森克担任精神病学院的心理学教授。他是现代人格科学理论的主要贡献者，并且在建立精神紊乱的行为治疗中扮演关键角色。